# 천사는 바이러스
《천사는 바이러스》는 2021년에 개봉한 대한민국의 영화이다.

## 캐스팅
- 박성일 : 지훈 역
- 이영아 : 천지 역
- 전무송 : 판수 역
- 문숙 : 옥분 역
- 김희창 : 철민 역
- 김정영 : 요쿠르트 역
- 길정우 : 용용이 역
- 권오진 : 잼만 역
- 이용이 : 무릎할매 역
- 홍부향 : 전주댁 역
- 김욱 : 제균 역
- 박명신 : 김보살 역
- 손강국 : 주민센터장 역
- 이가경 : 주민센터직원 역
- 이명준 : 김 처사 역
- 원숙 : 슈퍼주인 역
- 홍석찬 : 보육원원장 역
- 정세영 : 불량학생 1 역
- 이승민 : 불량학생 2 역
- 홍현기 : 불량학생 3 역
- 이건하 : 어린지훈 역
- 박나윤 : 어린천지 역
- 태인호 : 형사 역
- 도승지 : 판수아들 역
- 최병조 : 전출직원 역
- 김범진 : 경찰 1 역
- 방주환 : 경찰 2 / 기자 2 역
- 윤지환 : 기자 1 역
- 이희찬 : 기자 3 역
- 김정훈 : 기자 4 역
- 강동균 : 순찰팀 역
- 손희경 : 여자디제이 (목소리) 역
- 김이슬 : 보조출연
- 한수빈 : 보조출연
- 박민희 : 보조출연
- 여선정 : 보조출연
- 박재원 : 보조출연
- 정해랑 : 보조출연

## 수상
- 2017년 제18회 전주국제영화제 코리아 시네마스케이프

## 같이 보기
- 2021년 대한민국의 영화 목록